# Comuna Vânătorii Mici, Giurgiu
Vânătorii Mici este o comună în județul Giurgiu, Muntenia, România, formată din satele Corbeanca, Cupele, Izvoru, Poiana lui Stângă, Vâlcelele, Vânătorii Mari, Vânătorii Mici (reședința) și Zădăriciu.

## Așezare
Comuna se află la marginea nordică a județului, pe malul drept al Argeșului și pe malurile Neajlovului, la limita cu județul Dâmbovița. Este străbătută de autostrada București–Pitești, pe care este deservită de o ieșire etichetată „Vânătorii Mici/Poiana lui Stângă”; precum și de șoseaua națională DN61, care leagă Găeștiul de Ghimpați.

## Demografie
Componența etnică a comunei Vânătorii Mici
     Români (92,54%)
     Alte etnii (0,04%)
     Necunoscută (7,42%)
Componența confesională a comunei Vânătorii Mici
     Ortodocși (91,49%)
     Alte religii (0,7%)
     Necunoscută (7,81%)
Conform recensământului efectuat în 2021, populația comunei Vânătorii Mici se ridică la 4.584 de locuitori, în scădere față de recensământul anterior din 2011, când fuseseră înregistrați 4.933 de locuitori. Majoritatea locuitorilor sunt români (92,54%), iar pentru 7,42% nu se cunoaște apartenența etnică. Din punct de vedere confesional, majoritatea locuitorilor sunt ortodocși (91,49%), iar pentru 7,81% nu se cunoaște apartenența confesională.

## Politică și administrație
Comuna Vânătorii Mici este administrată de un primar și un consiliu local compus din 13 consilieri. Primarul, Aurelian Simion[*], de la Partidul Național Liberal, este în funcție din 2016. Începând cu alegerile locale din 2024, consiliul local are următoarea componență pe partide politice:
|  | Partid                    | Consilieri | Componența Consiliului | Componența Consiliului | Componența Consiliului | Componența Consiliului | Componența Consiliului | Componența Consiliului | Componența Consiliului | Componența Consiliului |
|  | ------------------------- | ---------- | ---------------------- | ---------------------- | ---------------------- | ---------------------- | ---------------------- | ---------------------- | ---------------------- | ---------------------- |
|  | Partidul Național Liberal | 8          |                        |                        |                        |                        |                        |                        |                        |                        |
|  | Partidul Social Democrat  | 4          |                        |                        |                        |                        |                        |                        |                        |                        |
|  | Uniunea Salvați România   | 1          |                        |                        |                        |                        |                        |                        |                        |                        |

## Istorie
La sfârșitul secolului al XIX-lea, comuna făcea parte din plasa Neajlov a județului Vlașca și era formată din satele Poiana lui Stângă și Vânătorii Mici, în ea existând o biserică și o școală mixtă. La acea vreme, pe teritoriul actual al comunei mai funcționau în aceeași plasă și comunele Vânătorii Mari, Corbi-Ciungi și Zădăriciu. Comuna Vânătorii Mari cuprindea satele Cupele Mari și Vânătorii Mari (care includea și mahalaua Corbeanca). Existau și aici o moară pe Neajlov, o biserică și o școală mixtă. Comuna Corbi-Ciungi, compusă din satele Corbi-Ciungi și Vadu Stanchii, avea trei mori de apă pe Neajlov, o biserică și o școală mixtă cu 21 de elevi (dintre care 2 fete). În comuna Zădăriciu, cu 1500 de locuitori și satele Belimoaica, Crevedia de Jos, Crevedia Mică și Zădăriciu, existau trei biserici, trei mori pe Neajlov și o școală mixtă.
Anuarul Socec din 1925 consemnează desființarea comunei Vânătorii Mici și trecerea satelor ei la comuna Corbii-Ciungi, care avea 2270 de locuitori și făcea parte din aceeași plasă. Comuna Zădăriciu avea 2257 de locuitori în satele Bădeanu, Belimoaica, Crevedia Mică, Găiseanca, Priboiu, Sfântu Gheorghe și Zădăriciu; comuna Vânătorii Mari avea 2840 de locuitori în satele Vânătorii Mari, Cupele și Corbeanca. În 1931, comuna Zădăriciu a primit denumirea de Crevedia Mică, după numele satului său de reședință.
În 1950, cele trei comune au fost transferate raionului Răcari și apoi (după 1952) raionului Titu din regiunea București; în această perioadă, comuna Corbi-Ciungi și-a schimbat numele și reședința în Vânătorii Mici și a preluat și satele Zădăriciu și Belimoaica ale comunei Crevedia Mare. Satele Belimoaica și Corbi-Ciungi au primit în 1964 denumirile de Vâlcelele, respectiv Izvoru. În 1968, comunele au fost transferate la județul Ilfov; tot atunci, comuna Vânătorii Mari a fost desființată și satele ei au fost incluse în comuna Vânătorii Mici. În 1981, o reorganizare administrativă regională a dus la transferarea comunei la județul Giurgiu.

## Monumente istorice
Șapte obiective din comuna Vânătorii Mici sunt incluse în lista monumentelor istorice din județul Giurgiu ca monumente de interes local. Patru dintre ele sunt situri arheologice: tellul neolitic (cultura Gumelnița) de la „Spital”, în satul Izvoru, aflat lângă biserica veche de lemn, pe malul stâng al Neajlovului; așezarea din Epoca Bronzului Timpuriu (cultura Glina III) aflată la 500 m de satul Vânătorii Mari spre Corbeanca; așezarea din secolul al IV-lea e.n. de „la Cazan”, la sud-vest de Zădăriciu; și o așezare din aceeași perioadă aflată în marginea nordică a aceluiași sat.
Celelalte trei sunt clasificate ca monumente de arhitectură: biserica „Sfânta Treime” (1882) din Izvoru; conacul (secolul al XIX-lea), astăzi spital de pneumoftiziologie, din același sat; și biserica „Sfântul Gheorghe” (1842–1847) din Vânătorii Mari.